# Meteorus longicaudus
Meteorus longicaudus är en stekelart som först beskrevs av Julius Theodor Christian Ratzeburg 1848.  Meteorus longicaudus ingår i släktet Meteorus, och familjen bracksteklar. Arten är reproducerande i Sverige.